# Reykjafjall (berg i Island, Norðurland eystra, lat 65,55, long -17,81)
Reykjafjall är ett berg i republiken Island. Det ligger i regionen Norðurland eystra, 250 km nordost om huvudstaden Reykjavík. Toppen på Reykjafjall är 843 meter över havet.
Trakten runt Reykjafjall är nära nog obefolkad, med mindre än två invånare per kvadratkilometer. Närmaste större samhälle är Akureyri, omkring 20 kilometer nordväst om Reykjafjall. Trakten runt Reykjafjall består i huvudsak av gräsmarker.